# ناهية (اسم)
ناهية هو اسم علم مؤنث من أصل عربي، ومعناه هو من تتعامل بحسب الأصول والقواعد المرأة الجدية الشديدة.

## وصلات خارجية
- موسوعة السلطان قابوس لأسماء العرب